# Johann Adam Dangel
Johann Adam Dangel (* 29. Juni 1785 in Horas (Stadt Fulda); † 1. August 1865 in Sargenzell (heute Stadtteil von Hünfeld in Hessen)) war Schultheiß (Bürgermeister) in Sargenzell und als solcher Mitglied der Kurhessischen Ständeversammlung.
Seine Eltern waren Bartholomäus Dangel und dessen Ehefrau Elisabeth geb. Kraus. Johann war Schultheiß in Sargenzell. Mit dieser Funktion verbunden war ein Mandat in der Kurhessischen Ständeversammlung, das er 1833 erhielt. Seine Wahl wurde später für ungültig erklärt.